# Hyloniscus dacicus
Hyloniscus dacicus is een pissebed uit de familie Trichoniscidae. De wetenschappelijke naam van de soort is voor het eerst geldig gepubliceerd in 1972 door Tabacaru.